# Vojvodinas vapen
Vojvodinas vapen är vapnet för Vojvodina och antogs den 28 juni 2002.
De tre fälten representerar Vojvodinas tre regioner Bačka, Banatet och Srem. Den övre vänstra delen representerar Bačka och har en avbild på Paulus. Den övre högra delen representerar Banatet som har ett gyllene lejon med ett svärd. Det undre representerar Srem där de vita linjerna representerar floderna Donau, Sava och Bosut. Trädet är en poppel och ett rådjur finns avbildat.